# 8. ceremonia wręczenia nagród Brytyjskiej Akademii Filmowej
8. ceremonia rozdania nagród Brytyjskiej Akademii Sztuk Filmowych i Telewizyjnych odbyła się 10 marca 1955; nagradzała najlepsze filmy wyprodukowane w 1954.
Najwięcej statuetek otrzymał film The Divided Heart (7).

## Laureaci
Laureaci oznaczeni są wytłuszczeniem

### Najlepszy film
- Cena strachu
- Bunt na okręcie
- Carrington V.C.
- The Divided Heart
- Doctor in the House
- Rada nadzorcza
- For Better, For Worse
- Wybór Hobsona
- Jak poślubić milionera
- Wrota piekieł
- The Maggie
- Niebieski księżyc
- Na nabrzeżach
- Chleb, miłość i fantazja
- Purpurowa ziemia
- Okno na podwórze
- Riot in Cell Block 11
- Przygody Robinsona Crusoe
- Romeo i Julia
- Siedem narzeczonych dla siedmiu braci

### Najlepszy aktor
- Marlon Brando − Na nabrzeżach
- José Ferrer − Bunt na okręcie
- Fredric March − Rada nadzorcza
- James Stewart − Historia Glenna Millera
- Neville Brand − Riot in Cell Block 11

### Najlepszy brytyjski aktor
- Kenneth More − Lekarz domowy
- Alfie Bass − Carrington V.C.
- John Mills − Wybór Hobsona
- Robert Donat − Lease of Life
- Maurice Denham − Purpurowa ziemia
- Donald Wolfit − Svengali

### Najlepsza aktorka
- Cornell Borchers − The Divided Heart
- Judy Holliday − Phffft!
- Shirley Booth − O pani Leslie
- Grace Kelly − M jak morderstwo
- Brenda De Banziein − Chleb, miłość i fantazja

### Najlepsza brytyjska aktorka
- Yvonne Mitchell − The Divided Heart
- Margaret Leighton − Carrington V.C.
- Noelle Middleton − Carrington V.C.
- Margaret Johnston − Wybór Hobsona
- Audrey Hepburn − Sabrina

### Najlepszy brytyjski film
- Wybór Hobsona
- Carrington V.C.
- The Divided Heart
- Lekarz domowy
- For Better, For Worse
- The Maggie
- Purpurowa ziemia
- Romeo i Julia

### Najlepszy brytyjski scenariusz
- George Tabori i Robin Estridge − Młodzi kochankowie
- Jack Whittingham − The Divided Heart
- Nicholas Phipps − Lekarz domowy
- David Lean, Norman Spencer i Wynyard Browne − Wybór Hobsona
- William Rose − The Maggie
- Hugh Mills i René Clément − Pan Ripois
- Eric Ambler − Purpurowa ziemia
- Renato Castellani − Romeo i Julia

### Najlepszy film dokumentalny
- Wielka przygoda

### Najlepszy animowany film
- Arie Prerie

### Nagroda UN
- The Divided Heart

### Specjalna nagroda
- A Time Out of War